# Мамаса (язык)
Мамаса (индон. Bahasa Mamasa) — один из австронезийских языков, распространён на острове Сулавеси — в о́круге Мамаса в провинции Западный Сулавеси (Индонезия).
По данным Ethnologue, количество носителей данного языка составляло 100 тыс. чел. в 1991 году.
Письменность на основе латинской графики.

## Диалекты
В составе языка выделяют следующие диалекты: центральный, северный, паттаэ (южный, бинуанг, бинуанг-паки-батетанга-антеапи, патта-бинуанг, таэ). К числу взаимопонятных с языком улуманда относится язык тораджа-садан (степень лингвистического сходства — 78%).